# Pat Tabler
Patrick Sean Tabler (né le 2 février 1958 à Hamilton, Ohio, États-Unis) est un ancien joueur de la Ligue majeure de baseball qui a évolué de 1981 à 1992 comme premier but et voltigeur.
Invité une fois au match des étoiles comme représentant des Indians de Cleveland en 1987, il termine sa carrière en remportant avec les Blue Jays de Toronto la Série mondiale 1992. Il est reconnu pour être l'un des meilleurs joueurs de l'histoire pour frapper avec les buts remplis, ayant maintenu une moyenne au bâton de ,489 en 109 passages au bâton (dont 88 officielles) dans cette situation au cours de sa carrière.
Il devient ensuite analyste lors des matchs des Blue Jays à la télévision. En 2015, il est entendu sur les ondes de Rogers Sportsnet.

## Carrière de joueur
Pat Tabler est le choix de première ronde des Yankees de New York et 16e joueur sélectionné au total lors du repêchage amateur de juin 1976. Frappeur droitier qui lance de la droite, il évolue comme joueur de troisième but et de joueur de deuxième but dans les ligues mineures. Avant de graduer dans les majeures, les Yankees l'échangent aux Cubs de Chicago le 12 juin 1981 dans la transaction qui envoie à New York le lanceur partant droitier Rick Reuschel. Celle-ci, un peu particulière, autorise les Cubs à retourner Tabler aux Yankees si le jeune joueur ne les satisfait pas. Tabler reste chez les Cubs, mais ne joue que 60 matchs en deux saisons pour Chicago puis est échangé le 25 janvier 1983 aux White Sox de Chicago avec le joueur de champ intérieur Scott Fletcher et les lanceurs droitiers Dick Tidrow et Randy Martz, en retour du lanceur gaucher Steve Trout et du lanceur droitier Warren Brusstar. Avant même que la saison 1983 ne débute, les White Sox refilent Tabler aux Indians de Cleveland dans un échange qui envoie à Chicago le joueur de champ intérieur Jerry Dybzinski.
Tabler est immédiatement employé sur une base presque quotidienne à Cleveland, où il évolue 5 saisons et demie. Il alterne d'abord entre les positions de joueur de premier but et de voltigeur, avant de n'être utilisé que comme premier but en 1986, puis comme premier but et frappeur désigné le reste de son séjour chez les Indians. De 1983 à 1986, il présente de respectables moyennes au bâton. Celle-ci se maintient à ,291 et ,290 en 1983 et 1984, respectivement, avant de tomber à ,275 en 1985. En 1986, Tabler est le 4e meilleur de la Ligue américaine avec une moyenne au bâton de ,326 en 130 matchs joués, au cours desquels il réussit 154 coups sûrs.
Sa meilleure saison est disputée en 1987, année où il représente les Indians au match des étoiles. Il réussit des sommets personnels en une saison pour les coups sûrs (170), les doubles (34), les circuits (11) et les points produits (86) en plus de frapper pour ,307 de moyenne au bâton en 151 matchs et d'égaler son meilleur total de points marqués (66) établi l'année précédente. 
C'est chez les Indians que Tabler connaît les deux matchs de 6 points produits de sa carrière, chaque fois contre les Mariners de Seattle : d'abord le 25 septembre 1984 lorsqu'il frappe son premier grand chelem dans les majeures, puis le 8 juin 1985 alors qu'il produit à nouveau 4 de ses 6 points sur un grand chelem.
Le 3 juin 1988, les Indians transfèrent Pat Tabler aux Royals de Kansas City en échange du lanceur gaucher Bud Black. Son nouveau club l'utilise surtout au champ extérieur et l'échange aux Mets de New York le 30 août 1990 en retour d'Archie Corbin, un lanceur droitier. Après avoir disputé les 17 dernières parties de la saison 1990 avec les Mets, Tabler est agent libre et rejoint les Blue Jays de Toronto pour les deux dernières saisons de sa carrière. Réserviste au cours de ces deux années à Toronto, il n'est aligné que dans 131 matchs sur deux années, auxquels s'ajoutent 4 parties jouées en séries éliminatoires. Il ne réussit aucun coup sûr mais soutire un but-sur-balles dans la Série de championnat de la Ligue américaine en 1991. Blanchi en deux passages au bâton en Série mondiale 1992, il savoure néanmoins la conquête du titre avec ses coéquipiers des Blue Jays. 
Pat Tabler s'est forgé au cours de sa carrière une réputation pour être productif lors de situations cruciales, notamment celles où les buts sont remplis, d'où son surnom Mr. Clutch : il a réussi 43 coups sûrs en carrière avec les buts tous occupés, pour un impressionnant total de 108 points produits dans ces situations et une improbable moyenne de ,489 en 109 passages au bâton, dont 88 présences officielles.
En 1 202 matchs joués au total en 12 saisons dans le baseball majeur, Pat Tabler a maintenu une moyenne au bâton de ,282 avec 1 101 coups sûrs, dont 190 doubles, 25 triples et 47 circuits. Il compte 512 points produits et 454 points marqués et sa moyenne de présence sur les buts s'est élevée à ,345.

## Carrière dans les médias
Dès la fin de sa carrière sportive, Pat Tabler en amorce une nouvelle comme commentateur sportif. Il demeure au Canada et rejoint en 1993 l'équipe du réseau TSN qui couvre les activités des Blue Jays de Toronto, son ancienne équipe. Il y est employé à temps plein à compter de 2001. À partir de 2005, il passe au réseau de télévision Rogers Sportsnet et depuis 2010 est analyste lors des matchs des Blue Jays décrit par Buck Martinez.